# Музей на УНСС
Музеят на УНСС се помещава в Зала „Музей“, разположен на партера на Западното крило, в сградата на Университета за национално и световно стопанство. Ръководител на музея е Екатерина Лазарова. Музеят е открит на 25 май 2015 г. с тържествено освещаване от епископ Тихон Тивериополски, патриаршески викарий и председател на храма „Св. Александър Невски“, в присъствието на проф. д.ик.н. Стати Статев, (ректор на УНСС), проф. д-р Борислав Борисов, (почетен ректор и почетен професор на университета), акад. Стефан Воденичаров, (председател на БАН, академичното ръководство на университета) и гости за честването на 95-годишнината на УНСС. Самата идея за откриване на музей на историята на УНСС датира от двата предишни мандата на проф. Борислав Борисов като ректор на УНСС, но се осъществява по време на мандата на проф. Стати Статев. В музея са разположени уникални експонати, разкриващи близо 100-годишната история на УНСС.